# 比利·麦克米伦
比利·麦克米伦（英語：Billy MacMillan，1943年3月7日—2023年7月15日），加拿大男子冰球运动员，场上位置是前锋。他曾代表加拿大参加1968年冬季奥林匹克运动会冰球比赛，获得一枚铜牌。